# Mark Gitenstein
Mark H. Gitenstein (n. 7 martie 1946, Montgomery, Alabama, SUA) a fost ambasador al Statelor Unite ale Americii în România din 2009 până în data de 14 decembrie 2012. A fost nominalizat de președintele Barack Obama pe 11 iunie 2009 și a fost confirmat de Senatul Statelor Unite ale Americii pe 8 iulie 2009.
Și-a încheiat mandatul în decembrie 2012.

## Mandatul de ambasador în România
Cotidianul românesc de limbă engleză Nine O' Clock l-a desemnat pe ambasadorul Gitenstein drept „diplomatul străin al anului 2011”. Mark Gitenstein și-a concentrat eforturile asupra consolidării relațiilor SUA cu România în mai multe domenii, îndeosebi în lupta împotriva corupției, creșterea transparenței și consolidarea statului de drept. A promovat activ dezvoltarea piețelor de capital din România, precum și importanța existenței unui mediu de afaceri corect și transparent pentru toți investitorii. Totodată, a încurajat o mai mare implicare a sectorului privat în companiile de stat, inclusiv introducerea unui nou cod de guvernare corporatistă pentru companiile de stat. Pentru a promova schimbare socială, Mark Gitenstein a colaborat cu TechSoup Romania la crearea proiectului Restart Romania, menit să demonstreze puterea internetului și a rețelelor de comunicare socială în eforturile de identificare a unor soluții la probleme legate de dreptate socială, de susținere a transparenței instituțiilor publice și de promovare a eforturilor cetățenilor de a combate corupția din România. Negocierea și semnarea Acordului dintre România și Statele Unite ale Americii privind amplasarea sistemului de apărare împotriva rachetelor balistice al Statelor Unite în România Arhivat în 27 septembrie 2012, la Wayback Machine. au avut loc în timpul mandatului său de ambasador. Mark Gitenstein a mers în Afganistan de trei ori pentru a se întâlni cu militarii români și americani. Ca ambasador a susținut drepturile numeroasei populații de romi din România.
Ambasadorul Gitenstein s-a pronunțat în sensul restituirii lăcașurilor de cult ale Bisericii Române Unite cu Roma, confiscate în timpul regimului comunist și date în folosința Bisericii Ortodoxe Române. În data de 13 februarie 2012 s-a întâlnit în această chestiune cu patriarhul Daniel, care a arătat că inițiativa reluării dialogului cu Biserica Română Unită cu Roma a fost luată de Biserica Ortodoxă Română încă din iulie 2010.

## Origini și studii
Mark Gitenstein are origini românești. Bunicii săi au emigrat din Botoșani, România, în secolul al XIX-lea. A urmat liceul Indian Springs School din Indian Springs, Alabama, absolvind în 1964. A urmat Duke University și Georgetown Law School. Este căsătorit cu Elizabeth (Libby) Gitenstein și are trei copii și cinci nepoți.

## Carieră
Anterior, a fost partener la firma de avocatură Mayer Brown, începând din 1989, și cercetător principal („nonresident senior fellow”) la Brookings Institution. De asemenea, a fost membru al consiliului consultativ al echipei de tranziție a președintelui ales Barack Obama.
Înainte de a lucra pentru Mayer Brown, Mark Gitenstein a fost consilier juridic (1987-1989) și consilier juridic al minorității (1981-1987) al Comisiei Juridice a Senatului SUA, lucrând pentru Joe Biden, pe atunci membru al Senatului SUA. A fost de asemenea consilier juridic al Comisiei pentru servicii de informații a Senatului SUA (1975-1978).